# البتكرنية
البتكرنية لغة مختلطة من اللغة الإنجليزية واللغة التاهيتية. وهي إحدى اللغات في جزر بيتكيرن وفي جزيرة نورفولك. يتكلم بها نحو 50 في جزيرة بيتكيرن، آخر الأراضي المتبقية لبريطانيا في جنوب المحيط الهادئ.